# Bodanna
Bodanna – gospodarstwo rolne w Anglii, w Kornwalii. Leży 50 km na północny wschód od miasta Penzance i 363 km na zachód od Londynu.